# Планер, Кристиан
Кристиан Планер (нем. Christian Planer; р.15 мая 1975) — австрийский стрелок, призёр Олимпийских игр, чемпион мира и Европы. 
Кристиан Планер родился в 1975 году в Куфштайне. В 2003 году стал чемпионом Европы. В 2004 году на Олимпийских играх в Афинах завоевал бронзовую медаль. В 2005 году вновь стал чемпионом Европы, а в 2006 году завоевал золотую, серебряную и бронзовую медали чемпионата мира. В 2008 году принял участие в Олимпийских играх в Пекине, но безуспешно. В 2010 году стал обладателем серебряной медали чемпионата мира. В 2012 году участвовал в Олимпийских играх в Лондоне, но не завоевал медалей.